# لوئیس بروستین
لوئیس بروستین (انگلیسی: Luis Bruschtein؛ زادهٔ ۲۶ ژوئیهٔ ۱۹۵۴) روزنامه‌نگار اهل آرژانتین است. او معاون سردبیر روزنامه پاگینا ۱۲ است. بروستین بعد از وقایع جنگ کثیف که سه برادر و پدر وی با توسل به زور ربوده و سر به نیست شدند.منجمله مادرش لارا بوناپارته در تبعید در مکزیک زندگی می‌کرد. او فرزند لارا بوناپارته یکی از بنیانگذاران سازمان مادران میدان پلازا مایو است که سالها بعد از این وقایع به آرژانتین بازگشت.

## زندگی‌نامه
لوئیس فرزند سانتیاگو ایساک بروستین و لارا بوناپارته و برادر آیدا لئونارا «نونی» بروستین بوناپارته، ایرنه مونیکا بروستین بوناپارته و ویکتور رافائل بروستین بوناپارته است.
اولین کار روزنامه‌نگاری‌اش را در سن هفده سالگی آغاز کرد. وقتی وارد دانشگاه شد در پایان سال تحصیلی در سن بیست و دو سالگی وارد کار روزنامه‌نگاری در انجمنی شد که روی رشد جمعیت در جنوب کار می‌کرد، بعد از مدتی او به مدت دوسال به گفته پیوست و مشغول به یک کار علمی در زمینه رشد جمعیت شد و در این زمینه تخصصی سرآمد شد جز ورود به سیاست.
در پایان دهه شصت او با پیوستن به کنفدراسیون عمومی کار آرژانتین بنای ستیزه‌جویی با دولت را گذاشت. سپس به جنبش جوانان پرونیست پیوست. در آنجا مسئولیت روزنامه‌نگاری در موتونراس برعهده لوئیس بود. لوئیس علاوه بر این در بین سالهای ۱۹۷۳ تا ۱۹۷۵ با خبرگزاری هواداران پرون به نام پرنسا لاتینا کار کرد. لوئیس از ۱۹۷۵ به ونزوئلا تبعید شد. او بین سالهای ۱۹۷۶ تا ۱۹۷۷ در مکزیک و از ۱۹۷۸ در پاناما بود تا اینکه به مکزیک بازگشت. در پاناما او با گروهی که از دولت عمر توریهوس هریرا حمایت می‌کردند مشارکت داشت و همچنین در جنبش شورشیان آمریکای مرکزی. در مکزیک او در یک مجله بقا اکولوژی به نام لاجورنادا کار کرد و به کارهای علمی ادامه تا تا پایان حکومت دیکتاتوری در آرژانتین که در سال ۱۹۸۴ به آرژانتین بازگشت.
لوئیس در آرژانتین با جاکوب تیمرمن یک یک روزنامه‌نگار روسی که در آرژانتین متولد شده بود شروع به کار کرد و ابتدا در مجله علم و تکنولوژی و سپس به تبلیغ نویسی پرداخت. او به‌طور حرفه ای در همین رشته روزنامه‌نگاری در مجله پاگینا ۱۲ که در جوانی از همین مؤسسه شروع کرده بود به کار پرداخت تا سال ۲۰۰۴ که اقدام به درج نشریه لزاما کرد که یک نشریه فرهنگی علیه هژمونی نیولیبرالیسم با امضاهای مهم است.